# Patricia Rosalinda Trujillo Mariel
Patricia Rosalinda Trujillo Mariel (Veracruz, México, 20 de diciembre de 1968) es una doctora mexicana, fundó la División Científica de la Policía Federal en 2016 y fue designada coordinadora operativa de la Guardia Nacional.

## Biografía
Nació en la Ciudad de Veracruz el 20 de diciembre de 1968.

### Estudios
Trujillo estudio en la Universidad Veracruzana donde se graduó como Médico Cirujano. En 1990, la estudiante obtiene su maestría en Medicina Forense con tesis La familia: una visión biopsicosociodinámica actual.
En 1998, Mariel obtiene su grado como doctora en ciencias pedagógicas, área reeducación y readaptación social en Instituto superior pedagógico “Enrique José Varona”. La estudiante se titula con la tesis Una nueva propuesta educativa para la readaptación social de los reclusos del cereso “Ignacio Allende” de Veracruz, Veracruz.
Además, según la «Versión estenográfica de la conferencia de prensa matutina del presidente Andrés Manuel López Obrador», Trujillo tiene otros dos doctorados en Investigación forense y Ciencia de la conducta humana. Asimismo, Presidencia de México afirma que Patricia Trujillo es tres veces doctora. Sin embargo, ninguno de los doctorados mencionados cuenta con registro de grado académico en el Registro de Cédulas Profesionales; al momento de toma del cargo solo contaba con grados registrados de Licenciatura y Maestría en Ciencias Forenses. 
De acuerdo a medios populares, Trujillo Mariel ha recibido nueve doctorados honoris causa por su influencia en otras disciplinas y ha publicado 28 libros y seis más como coautora.

## Función pública
Ingresó a la Policía Federal en 2009. En 2016 fundó la División Científica de la Policía Federal. Para 2017 obtiene el grado de Comisaria General.
El 11 de abril de 2019 fue designada como coordinadora operativa de la recién creada Guardia Nacional